# Svartå, Degerfors kommun

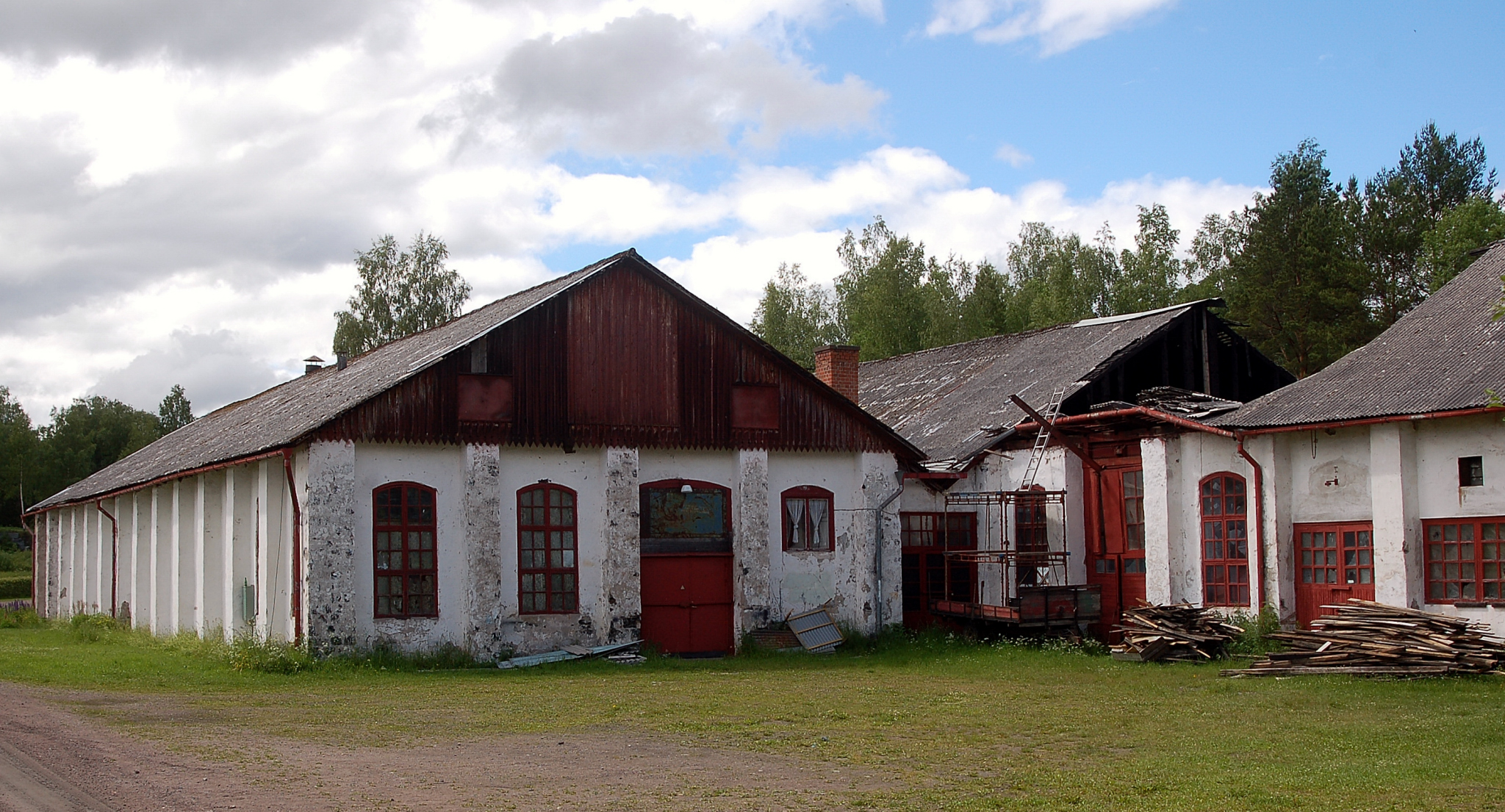
Smältsmedjan.

Svartå är en tätort i Degerfors kommun, Örebro län i landskapet Närke, 13 kilometer sydöst om Degerfors. Svartå är en ort med järnbrukshistoria belägen vid sjöarna Stor-Björken och Lill-Björken. 

## Historia

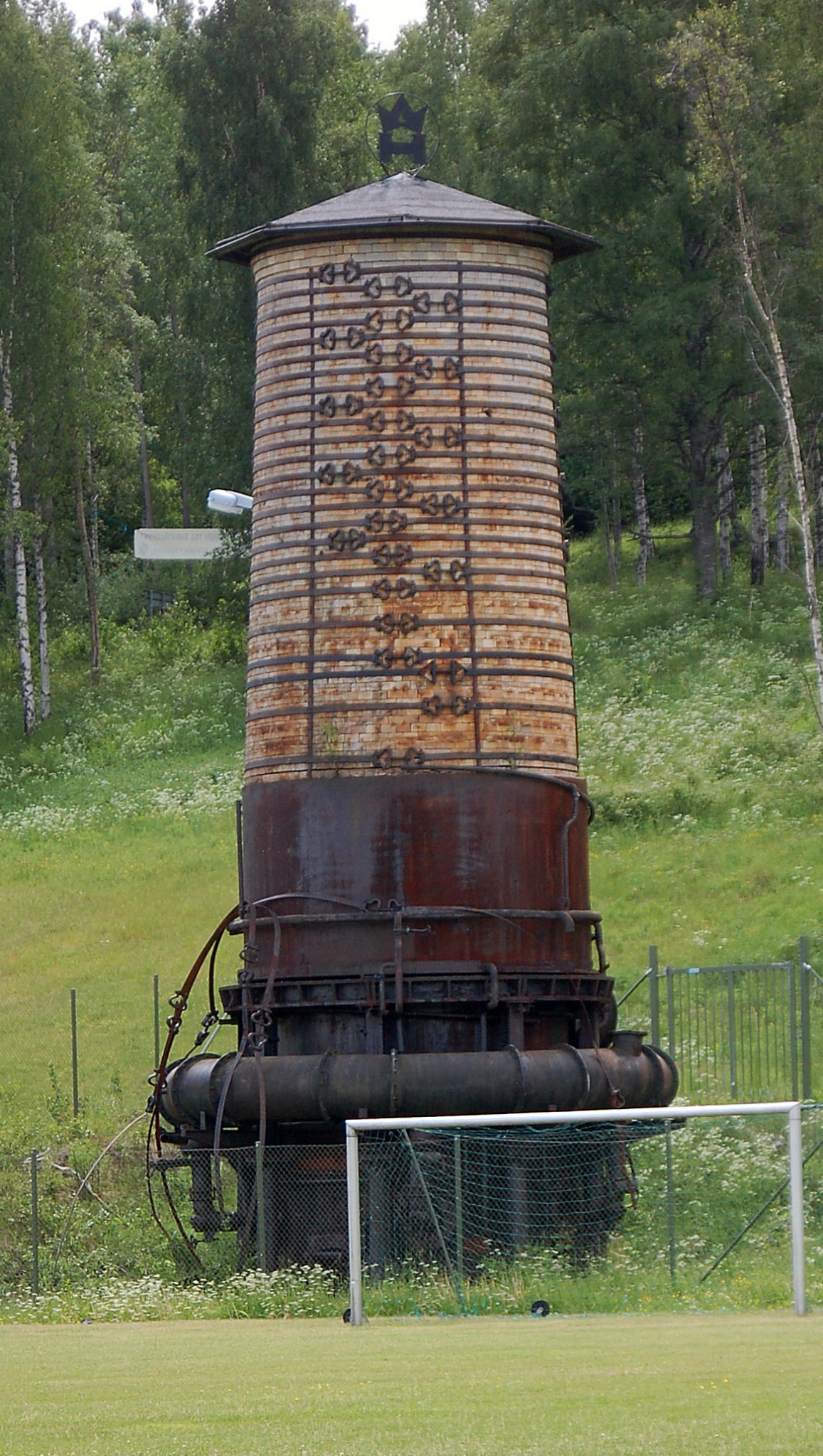
Hyttpipan är allt som återstår av hyttan.

Svartå är en gammal bruksort. 1658 fick Jöns Eriksson Grubb privilegier på den första stångjärnshammaren vid Svartåns utlopp ur Lill-Björken. Strax intill anlades en hytta, Björkhyttan eller Svartå masugn, med stöd av privilegium 1659. Avsikten var från början att hyttan skulle anläggas i Medskogs ström i Visnums härad. Bruket växte under hela 1700-talet, bland annat genom överföring av smide från Munkfors hammar i Letälven och Kråkfors hammar i Svartån till det nyanlagda övre bruket. 1783 uppfördes den nuvarande herrgårdsbyggnaden i gustaviansk stil av hovmarskalk Karl Falker.
År 1847 beslutades att driften skulle koncentreras till Svartå Övre bruk. En ny hytta byggdes där 1859–1860 samt nya smedjor 1872–1773. Malm till hyttan hämtades framför allt från gruvor i Nora bergslag. AB Svartå Bruk bildades år 1894, och 1912 förvärvades företaget av Hasselfors Bruks AB. Verksamheten vid smältsmedjan upphörde år 1947, då den nuvarande bultfabriken istället tog vid. Hyttan blåstes ner år 1966 som Sveriges sista träkolshytta.
Svartå var mellan 1897 och 1985 en järnvägsknut då Svartåbanan (Örebro–Svartå) hade sin ena ändpunkt här. Värmlandsbanan går fortfarande igenom samhället.

## Befolkningsutveckling
| Befolkningsutvecklingen i Svartå 1950–2020 | Befolkningsutvecklingen i Svartå 1950–2020 | Befolkningsutvecklingen i Svartå 1950–2020 | Befolkningsutvecklingen i Svartå 1950–2020 | Befolkningsutvecklingen i Svartå 1950–2020 |
| ------------------------------------------ | ------------------------------------------ | ------------------------------------------ | ------------------------------------------ | ------------------------------------------ |
|                                            |                                            |                                            |                                            |                                            |
| År                                         |                                            |                                            | Folkmängd                                  | Areal (ha)                                 |
| 1950                                       | 1950                                       |                                            | 493                                        |                                            |
| 1960                                       | 1960                                       |                                            | 639                                        |                                            |
| 1965                                       | 1965                                       |                                            | 615                                        |                                            |
| 1970                                       | 1970                                       |                                            | 613                                        |                                            |
| 1975                                       | 1975                                       |                                            | 679                                        |                                            |
| 1980                                       | 1980                                       |                                            | 708                                        |                                            |
| 1990                                       | 1990                                       |                                            | 644                                        | 129                                        |
| 1995                                       | 1995                                       |                                            | 599                                        | 129                                        |
| 2000                                       | 2000                                       |                                            | 558                                        | 125                                        |
| 2005                                       | 2005                                       |                                            | 592                                        | 125                                        |
| 2010                                       | 2010                                       |                                            | 495                                        | 110                                        |
| 2015                                       | 2015                                       |                                            | 456                                        | 89                                         |
| 2020                                       | 2020                                       |                                            | 468                                        | 89                                         |
|                                            |                                            |                                            |                                            |                                            |

## Sevärdheter
Hyttan med tillhörande byggnader revs 1970. Man lät dock spara själva hyttpipan som ensam står kvar intill det som nu är en idrottsplats med namnet Hyttvallen. Den kan således knappast ses som ett pedagogiskt exempel för hur en sentida träkolshytta ser ut. Smältsmedjan tömdes på utrustning efter nedläggningen på 40-talet, och användes därefter av bultfabriken i ett antal år. Efter en tid av förfall har den nya ägaren inlett en restaurering. Ett antal mindre byggnader som tillhört bruket finns även kvar.
Norr om bruksområdet ligger en stor arbetarbostad med mycket välbevarad ursprunglig karaktär på höjden norr. "Slottet" som den kallas i folkmun är numera hembygdsgård. Här finns en sekelskifteslägenhet i tidstypisk stil, en lägenhet inredd som på 40-talet och ett museum med gamla bruksföremål. Utanför står en gammal stångjärnshammare med tillhörande vattenhjul.
Svartå herrgård, med huvudbyggnad av sten i två våningar flankerad av två envåningsflyglar av reveterat trä, ligger på södra sidan om sjön Lill-Björken. I huvudbyggnaden finns ursprunglig gustaviansk väggdekor är bevarad i flera rum. Idag fungerar herrgården som hotell- och konferensanläggning.
Seldén Rigging har en fabrik i Svartå.

## Bildgalleri

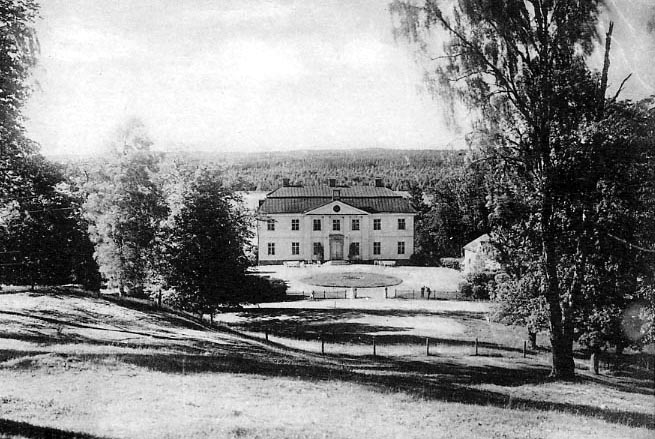
Svartå herrgård.
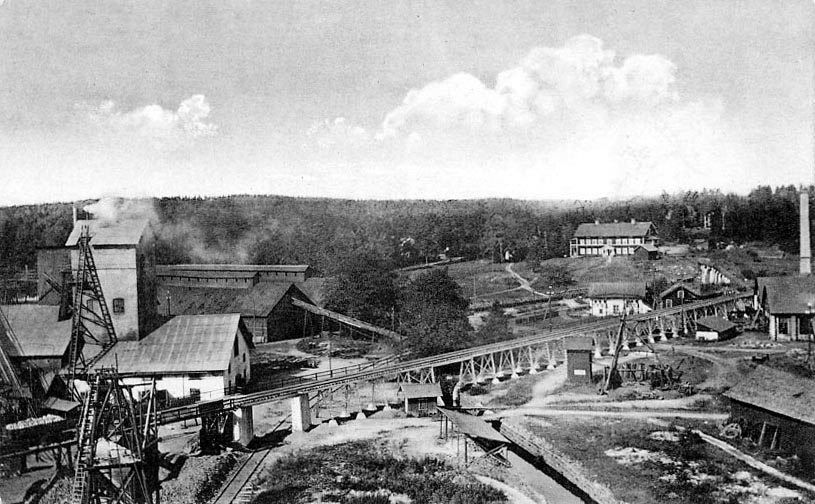
Svartå bruk i början av 1900-talet.
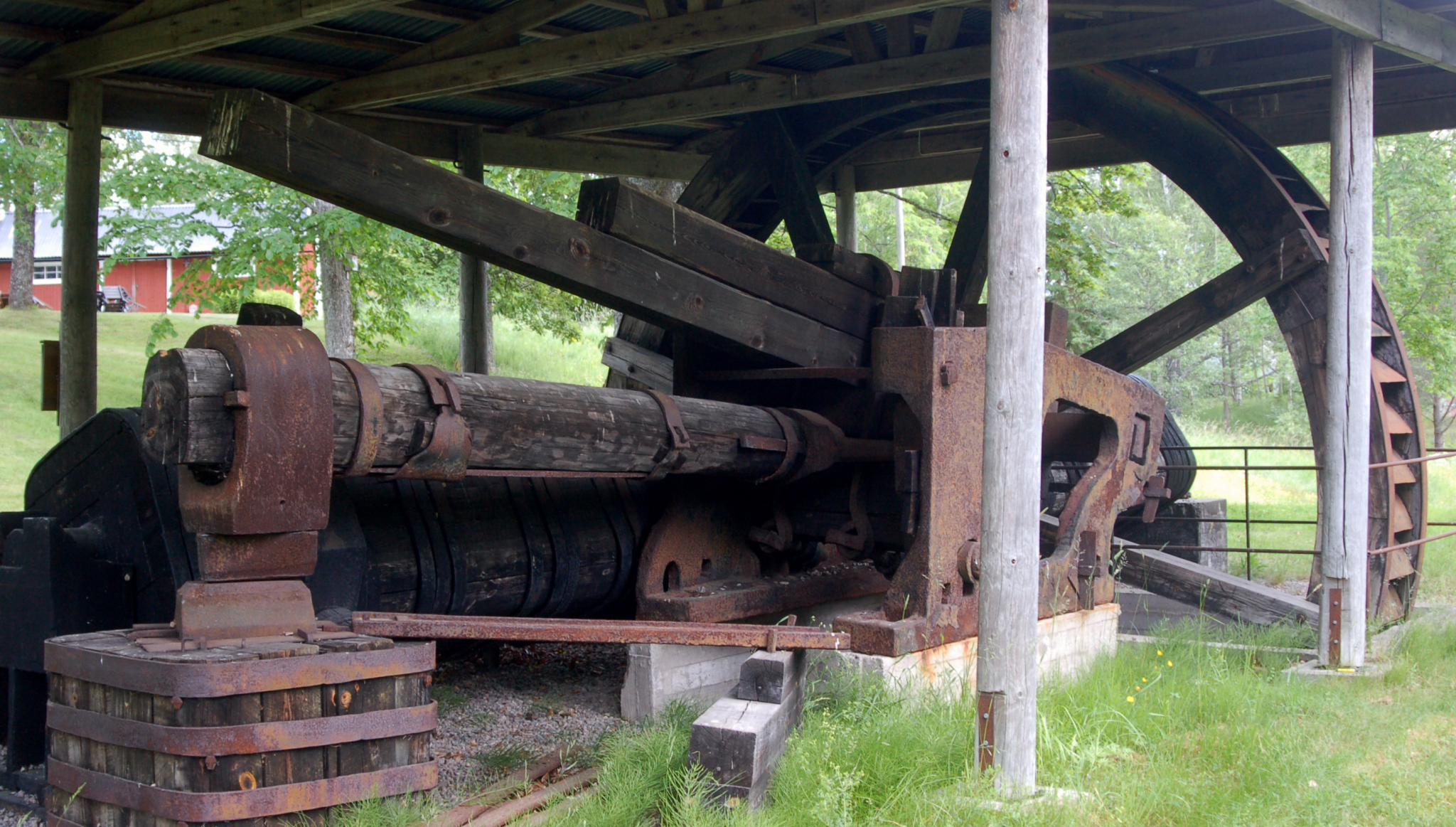
Stångjärnshammare med vattenhjul.
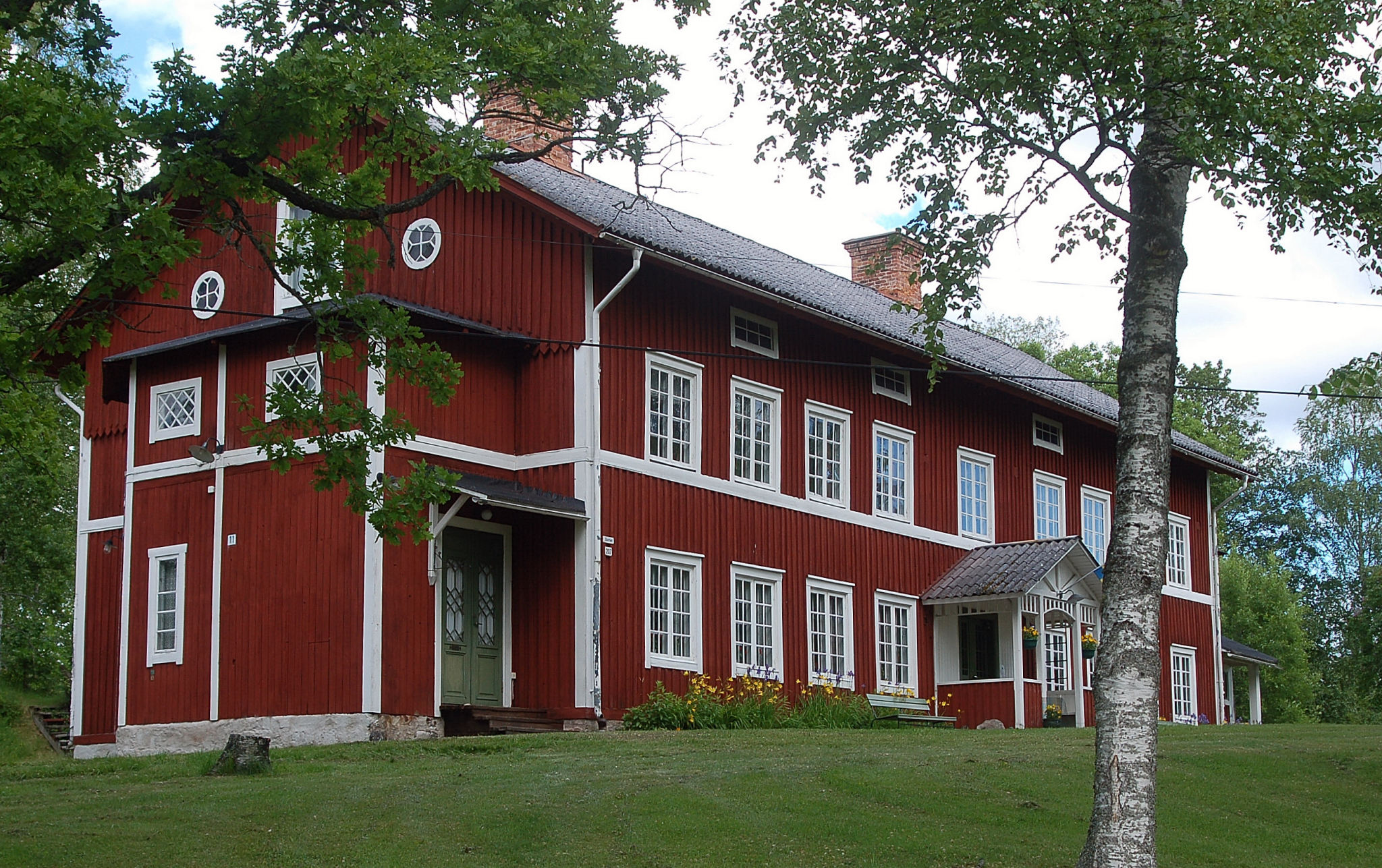
Arbetarbostaden "Slottet".